# Graça Barroso
Maria da Graça Barroso Garcia da Silva (Lisboa, 7 de novembro de 1950 — Lisboa, 11 de junho de 2013) foi uma bailarina portuguesa. Recebeu o Prémio Bordalo em 1970 e 1981 na categoria "Bailado".

## Biografia
Maria da Graça Barroso Garcia da Silva nasceu em 7 de novembro de 1950, em Lisboa. Era irmã do cineasta Mário Barroso e do médico Eduardo Barroso, bem como sobrinha materna da atriz e ativista Maria Barroso, esposa de Mário Soares, e prima do jornalista e politico Alfredo Barroso.
Estudou dança com Helena Miranda e, posteriormente, no Teatro Nacional de São Carlos, com os ingleses Anna Ivanova e David Boswell.
Graça Barroso entrou para o então designado Grupo Gulbenkian de Bailado, em 1968, à data dirigido por Walter Gore, e onde chegou à categoria de solista, na temporada de 1970-1971. Na qualidade de bolseira da Fundação Gulbenkian, estagiou em 1971 na escola da norte-americana Rosella Hightower, em Cannes (França), seguindo-se uma passagem pelo Ballet de Estrasburgo, em 1972. Na temporada de 1974-1975 regressou ao Ballet Gulbenkian, onde foi promovida a primeira bailarina em 1977.
Graça Barroso recebeu por duas vezes o Prémio Bordalo, ambos como Bailarina na categoria de "Bailado". O primeiro, o Prémio da Imprensa (1970), como "Prémio Revelação" entregue pela Casa da Imprensa, em 1971, que também distinguiu também nessa ocasião, na mesma categoria a bailarina Marjorie Lambert, o coreógrafo Milko Sparemblek e o cenógrafo Artur Casais. O segundo, o Prémio da Imprensa (1981), entregue numa cerimónia de 1982 em que foram também homenageados na mesma categoria o bailarino Miguel Lizarro e o coreógrafo Vasco Wellenkamp.
Distinguida com alguns dos mais importantes prémios de interpretação para o bailado nacional, Graça Barroso recebeu ainda o Prémio Nova Gente (1981) e o Prémio Revista Mulheres (1981).
Em 1993 reformou-se do Ballet Gulbenkian e começou a dar aulas na Escola Superior de Dança de Lisboa, onde ficaria mais de dez anos.
Com o seu marido, o coreógrafo e bailarino Vasco Wellenkamp, fundou em janeiro de 1997, a Companhia Portuguesa de Bailado Contemporâneo, onde pode terminar a sua carreira como uma das mais destacadas bailarinas portuguesas de sempre.
Graça Barroso morreu a 11 de junho de 2013, em Lisboa.